# Ovenna simplex
Ovenna simplex är en fjärilsart som beskrevs av Birket-smith 1965. Ovenna simplex ingår i släktet Ovenna och familjen björnspinnare. Inga underarter finns listade i Catalogue of Life.